# جريجالي (رياح)

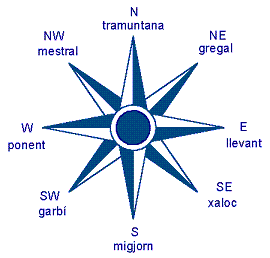

جريجال  أو جريجالي (رياح) هو اسم محلي للرياح الشمالية الشرقية الشديدة البرودة التي تهب في نصف السنة الشتوي على جزيرة مالطا وما جاورها, وتشتد قوة هذه الرياح عندما تكون شبه جزيرة البلقان مغطاة بنظام ضغط جوي مرتفع وتكون أفريقيا الشمالية واقعة تحت سيطرة ضغط جوي منخفض, حيث تبدو تلك الرياح وكأنها قادمة من اليونان -وهذا ما يشير إليه معنى هذا المصطلح-, ويرافق هبوب هذه الرياح طقس متبدل , أحياناً صحو, وأحياناً أخرى غائم ممطر.